# برونو سانتوس
برونو سانتوس (انگلیسی: Bruno Santos؛ زادهٔ ۱۷ ژوئیهٔ ۱۹۸۷) ورزشکار هنرهای رزمی ترکیبی اهل برزیل است.